# Seznam údolí na Marsu
Údolí na Marsu jsou ekvivalenty pozemským údolím. Některé útvary v tomto seznamu odpovídají lépe pozemským kaňonům. Jejich seznam je na seznam kaňonů na Marsu,
| Jméno              | Souřadnice      | Délka (km) | Pojmenováno                               | Poznámka                                    |
| ------------------ | --------------- | ---------- | ----------------------------------------- | ------------------------------------------- |
| Abus Vallis        | 5.5S, 147.3W    | 58         | Podle latinského označení estuáru Humber. |                                             |
| Al-Qahira Vallis   | 18.2S, 162.5E   | 555        | Ze slova "Mars" v arabštině.              |                                             |
| Allegheny Vallis   | 9.1S, 54        | 200        | Podle řeky Allegheny v USA.               |                                             |
| Anio Valles        | 37.8N, 55.9E    | 36,5       | Podle řeky Aniene.                        |                                             |
| Apsus Vallis       | 34.8N, 135E     | 120        | Řeka Semani.                              |                                             |
| Arda Valles        | 20.6S, 32.4W    | 186        | Řeka Arda.                                |                                             |
| Ares Vallis        | 10.3N, 25.8W    | 1700       | Ze slova "Mars" v řečtině (Άρης)          | Místo přistání Mars Pathfinder              |
| Arnus Vallis       | 13.95N, 72.5E   | 280        | Řeka Arno.                                |                                             |
| Asopus Vallis      | 4.3S, 149.7W    | 33         | Podle řeky Asopos v Řecku.                |                                             |
| Athabasca Valles   | 8.5N, 155E      | 285        | Řeka Athabasca.                           | Vytvořený únikem vody z Cerberus Fossae     |
| Auqakuh Vallis     | 30.1N, 60.1E    | 312        | Ze slova "Mars" v kečuánštině.            |                                             |
| Axius Valles       | 55.6S, 70.1E    | 349        | Řeka Vardar.                              |                                             |
| Bahram Vallis      | 20.5N, 57.5W    | 246,9      | Ze slova "Mars" v perštině.               |                                             |
| Brazos Valles      | 6.2S, 18.9E     | 458        | Řeka Brazos.                              |                                             |
| Buvinda Vallis     | 33.1N, 151.9E   | 119,6      | Podle řeky Boyne.                         |                                             |
| Chico Valles       | 66.7S, 153.5W   | 450        | Podle řeky v Argentině.                   |                                             |
| Clanis Valles      | 33.2N, 58.4E    | 58         | Podle řeky Clanis v italském Toskánsku.   |                                             |
| Clasia Vallis      | 33.8N, 56.9E    | 125        | Podle řeky Chiascio v italské Umbrii.     |                                             |
| Clota Vallis       | 25.6S, 20.6W    | 112        | Podle řeky Clyde.                         |                                             |
| Coogoon Valles     | 17.12S, 338.1E  | 300        | Podle řeky v Austrálii.                   |                                             |
| Columbia Valles    | 9.42S, 317.08S  | 94         | Řeka Columbia.                            |                                             |
| Cusus Valles       | 14.3N, 50.5E    | 249        | Podle řeky Hron.                          |                                             |
| Dao Vallis         | 38.4S, 87.8E    | 816        | Ze slova "hvězda" v thajštině.            |                                             |
| Deva Vallis        | 7.6S, 157W      | 48         | Podle řeky River Dee v Skotsku.           |                                             |
| Dittaino Valles    | 1.5S, 67W       | 138        | Řeka Dittaino v Itálii.                   |                                             |
| Doanus Vallis      | 63S, 25.6W      | 131        |                                           |                                             |
| Drava Valles       | 48.7S, 166.3E   | 150        | Řeka Dráva.                               |                                             |
| Drilon Vallis      | 7.2N, 52.4W     | 94         | Řeka Drin.                                |                                             |
| Dubis Vallis       | 5.2S, 148.2W    | 37         | Řeka Doubs.                               |                                             |
| Dulce Vallis       | 4.8S, 136.5E    | 32,5       | Řeka Dulce.                               |                                             |
| Durius Valles      | 17.5S, 172.1E   | 223        | Řeka Douro.                               |                                             |
| Dzigai Vallis      | 58.5S, 36.6W    | 326        | Slovo "údolí" z Navajo.                   |                                             |
| Elaver Vallis      | 9.4S, 49.5W     | 160        | Řeka Allier.                              |                                             |
| Enipeus Vallis     | 36.7N, 93.1W    | 357        | Podle řeky Enipeus.                       |                                             |
| Evros Vallis       | 12.56S, 13.9E   | 335        | Řeka Marica.                              |                                             |
| Frento Vallis      | 50S, 14.5W      | 277        | Podle řeky Fortore v Itálii.              |                                             |
| Granicus Valles    | 29.7N, 131E     | 750        | Řeka Gráníkos.                            |                                             |
| Grjot Vallis       | 15.43N, 165.4E  | 370        | Podle řeky na Islandu.                    |                                             |
| Harmakhis Vallis   | 40.4S, 90.4E    | 475        | Ze slova "Mars" v staré egyptštině.       |                                             |
| Havel Vallis       | 0.8N, 302.5E    | 240,2      | Podle řeky Havel.                         |                                             |
| Hebrus Valles      | 20N, 126.6E     | 317        | Podle řeky Marica.                        |                                             |
| Her Desher Vallis  | 25.2S, 48W      | 107        |                                           |                                             |
| Hermus Vallis      | 5.4S, 148W      | 46         | Řeka Gediz.                               |                                             |
| Himera Valles      | 21.4S, 22.8W    | 160        | Podle řeky Himera v Itálii.               |                                             |
| Hrad Vallis        | 38.4N, 135.3E   | 825        | Ze slova "Mars" v arménštině.             |                                             |
| Huo Hsing Vallis   | 30.2N, 66.6E    | 318        | Ze slova "Mars" v čínštině.               |                                             |
| Hypanis Valles     | 9.5N, 46.7W     | 231        | Řeka Kubáň.                               |                                             |
| Hypsas Vallis      | 33.7N, 57.9E    | 32,8       |                                           |                                             |
| Iberus Vallis      | 21.3N, 152E     | 80,2       | Řeka Ebro.                                |                                             |
| Indus Vallis       | 19.1N, 38.7E    | 307        | Řeka Indus.                               |                                             |
| Isara Valles       | 5.3S, 146.6W    | 8          | Řeka Oise.                                |                                             |
| Ituxi Vallis       | 25.2N, 153E     | 62         | Řeka Ituxi.                               |                                             |
| Kārūn Valles       | 35.9S 174.1E    | 64         | Řeka Karún.                               |                                             |
| Kasei Valles       | 24.4N, 65W      | 1780       | Slovo "Mars" v japonštině.                |                                             |
| Labou Vallis       | 8.6S, 154.5W    | 222        | Slovo "Mars" v francouzštině.             |                                             |
| Ladon Valles       | 22.4S, 28.7W    | 278        | Podle řeky Ladon v Řecku.                 |                                             |
| Licus Vallis       | 2.9S, 126.1E    | 219,1      | Řeka Lech.                                |                                             |
| Liris Valles       | 10.6S, 57.9E    | 613        | Řeka Liris.                               |                                             |
| Lobo Vallis        | 26.9N, 61.2W    | 102        |                                           |                                             |
| Locras Valles      | 8.6N, 47.7E     | 314        |                                           |                                             |
| Loire Valles       | 18.1S, 16.7W    | 720        | Řeka Loira.                               |                                             |
| Louros Valles      | 8.4S, 82W       | 517        | Podle řeky Louros v Řecku.                |                                             |
| Ma'adim Vallis     | 21.6S, 177.3E   | 825        | Slovo "Mars" v hebrejštině.               |                                             |
| Mad Vallis         | 56.2S, 76.1E    | 524        | Dle řeky Mad v USA.                       |                                             |
| Maja Valles        | 12.5N, 58.3W    | 1516       | Slovo "Mars" v nepálštině.                |                                             |
| Mamers Valles      | 40N, 17.8E      | 1020       | Slovo "Mars", oscan.                      |                                             |
| Mangala Valles     | 11.5S, 151W     | 828        | Slovo "Mars", sanskrt.                    |                                             |
| Marikh Vallis      | 19.25S, 3.9E    | 1280       | Slovo "Mars" v malajštině.                |                                             |
| Valles Marineris   | 13.8S, 59.2W    | 3769       | Podle vesmírného programu Mariner 9       | Největší známá trhlina ve sluneční soustavě |
| Marte Vallis       | 14.8N, 176.5W   | 1185       | Slovo "Mars" v španělštině.               |                                             |
| Matrona Vallis     | 7.6S, 176.1E    | 51         | Řeka Marna.                               |                                             |
| Maumee Valles      | 19.5N, 53.2W    | 350        | Řeka Maumee.                              |                                             |
| Mawrth Vallis      | 22.3°N, 343.5°E | 636        | Slovo "Mars" v velštině.                  |                                             |
| Minio Vallis       | 4.3S, 151.8W    | 88         |                                           |                                             |
| Moa Valles         | 35.6N, 305.3E   | 265        | Podle řeky Makona.                        |                                             |
| Morava Valles      | 13.4S, 24.4W    | 325        | po řece Morava v Česku                    |                                             |
| Mosa Vallis        | 14.7S, 22.2E    | 171        | Řeka Máza.                                |                                             |
| Munda Vallis       | 5.4S, 146.3W    | 10         | Podle řeky Mondego.                       |                                             |
| Naktong Vallis     | 5.2N, 32.9E     | 494        | Podle řeky Nakdong.                       |                                             |
| Nanedi Valles      | 4.9N, 49W       | 508        | Ze slova "planeta", sotho.                |                                             |
| Napo Vallis        | 26S, 78E        | 87,5       | Podle řeky Napo.                          |                                             |
| Naro Vallis        | 3.9S, 60.6E     | 393        | Podle řeky Neretva.                       |                                             |
| Nestus Valles      | 7.2S, 158.6W    | 33         | Podle řeky Mesta.                         |                                             |
| Nia Vallis         | 53.8S, 34.7W    | 133        |                                           |                                             |
| Nicer Vallis       | 7.3S, 158.2W    | 54         | Podle řeky Neckar.                        |                                             |
| Niger Vallis       | 35.1S, 92.2E    | 333        | Po řece Niger v Africe                    |                                             |
| Nirgal Vallis      | 28.2S, 42W      | 496        | Slovo "Mars" v babylonštině.              |                                             |
| Ochus Valles       | 7.1N, 45.1W     | 104        | Podle řeky Tedžen.                        |                                             |
| Oltis Valles       | 23.6S, 21.7W    | 173        | Podle řeky Lot.                           |                                             |
| Osuga Valles       | 15.1S, 38.6W    | 185        | Řeka Osuga.                               |                                             |
| Padus Vallis       | 4.5S, 150.1W    | 46         | Podle řeky Pád.                           |                                             |
| Pallacopas Vallis  | 55S, 21W        | 660        | Podle kanálu v Babylonii.                 |                                             |
| Paran Valles       | 22.9S, 10.2W    | 350        | Podle řeky Paraná.                        |                                             |
| Patapsco Vallis    | 23.7N, 152.5E   | 153        | Podle řeky Patapsco v USA.                |                                             |
| Peace Vallis       | 4.21S, 137.23E  | 35,24      |                                           |                                             |
| Protva Valles      | 29S, 60.6W      | 260        | Řeka Protva.                              |                                             |
| Rahway Valles      | 9.3N, 173.8E    | 500        | Podle řeky Rahway v USA.                  |                                             |
| Ravi Vallis        | 0.2S, 40.7W     | 205,5      | Řeka Ráví.                                |                                             |
| Ravius Valles      | 46.2N, 111.3W   | 233        | Podle řeky v Irsku.                       |                                             |
| Reull Vallis       | 42.3S, 104.2E   | 945        | Ze slova "planeta" v gaelštině.           |                                             |
| Rhabon Valles      | 21.2N, 91.5W    | 247        | Řeka Jiu.                                 |                                             |
| Rubicon Valles     | 44.7N, 117W     | 240        | Řeka Rubikon.                             |                                             |
| Runa Vallis        | 28.4S, 36.8W    | 39,2       |                                           |                                             |
| Sabis Vallis       | 5.3S, 152.5W    | 206        | Podle řeky Sambre.                        |                                             |
| Sabrina Vallis     | 11.1N, 49W      | 237        | Podle řeky Severn.                        |                                             |
| Samara Valles      | 24.8S, 19.1W    | 615        | Podle řeky Somma.                         |                                             |
| Scamander Vallis   | 15.8N, 28.5E    | 204        | Podle antického jména řeky Karamenderes.  |                                             |
| Senus Vallis       | 5.2S, 147W      | 20         |                                           |                                             |
| Sepik Vallis       | 0.9S, 65.8W     | 56         | Podle řeky Sepik.                         |                                             |
| Shalbatana Vallis  | 7.8N, 42.1W     | 963        | Slovo "Mars" v akádštině.                 |                                             |
| Silinka Vallis     | 8.9N, 331.8E    | 140        | Podle řeky v Rusku.                       |                                             |
| Simud Vallis       | 10.1N, 37.5W    | 945        | Slovo "Mars" v sumerštině.                |                                             |
| Stura Vallis       | 22.7N, 142.4E   | 75         | Podle řeky Stura di Demonte v Itálii.     |                                             |
| Subur Vallis       | 11.6N, 53.2W    | 26         |                                           |                                             |
| Sungari Vallis     | 40.03S, 88.84E  | 430        | Řeka Sungari.                             |                                             |
| Surinda Valles     | 28.9S, 35.1W    | 95         |                                           |                                             |
| Surius Vallis      | 61.5S, 48.4W    | 570        |                                           |                                             |
| Tader Valles       | 48.8S, 152.5W   | 200        | Podle řeky Segura.                        |                                             |
| Tagus Valles       | 6.7S, 114.4E    | 155,4      | Podle řeky Tajo.                          |                                             |
| Tana Vallis        | 4.8S 332.1E     | 56,5       | Řeka Tana.                                |                                             |
| Taus Vallis        | 4.9S, 148.5W    | 12,6       | Podle řeky v Skotsku.                     |                                             |
| Termes Vallis      | 11.1S, 157.1W   | 48         | Podle řeky Tormes ve Španělsku.           |                                             |
| Teviot Vallis      | 43.3S, 102.1E   | 140        | Podle řeky Teviot v Skotsku.              |                                             |
| Tigre Valles       | 11.88S 322.88E  | 118        | Řeka Tigre.                               |                                             |
| Tinia Valles       | 4.6S, 149W      | 18,7       |                                           |                                             |
| Tinjar Valles      | 37.6N, 124.2E   | 425        | Podle řeky Tinjar v Malajsii.             |                                             |
| Tinto Vallis       | 4S, 111.4E      | 146,5      | Podle španělské řeky Rio Tinto.           |                                             |
| Tisia Valles       | 11.8S, 45.7E    | 399        | Řeka Tisa.                                |                                             |
| Tiu Valles         | 15.7N, 35.7W    | 1720       | Ze slova "Mars" v staré angličtině.       |                                             |
| Trebia Valles      | 32.1N, 150E     | 183        | Řeka Trebia.                              |                                             |
| Tyras Vallis       | 8.3N, 50.2W     | 68         | Podle řeky Dněstr.                        |                                             |
| Uzboi Vallis       | 29.5S, 37.1W    | 366        | Podle řeky Uzboy.                         |                                             |
| Varus Valles       | 8.6S, 156.2W    | 92         | Řeka Var.                                 |                                             |
| Vedra Valles       | 19.2N, 55.6W    | 115        |                                           |                                             |
| Verde Vallis       | 0.49S, 29.8E    | 95         | Řeka Verde.                               |                                             |
| Vichada Valles     | 19.4S 88.1E     | 430        | Podle řeky Vicharda v Kolumbii.           |                                             |
| Vistula Valles     | 13.6N, 51.9W    | 190        | Řeka Vistula.                             |                                             |
| Waikato Vallis     | 33.2S, 113.81E  | 230        | Řeka Waikato.                             |                                             |
| Walla Walla Vallis | 9.79S, 305.5E   | 24         | Řeka Walla Walla                          |                                             |
| Warrego Valles     | 41.9S, 93W      | 188        | Podle řeky Warrego v Austrálii.           |                                             |
| Zarqa Valles       | 0.16N, 80.82E   | 490        | Podle řeky Zarqa v Jordánsku.             |                                             |